# Marc Batta
Marc Batta (Marseille, 1953. november 1. –) francia nemzetközi labdarúgó-játékvezető. Polgári foglalkozása a francia Játékvezető Bizottság technikai igazgatója.

## Pályafutása

### Nemzeti játékvezetés
A játékvezetői vizsgát 1970-ben tette le. A küldési gyakorlat szerint rendszeres partbírói, majd 4. bírói szolgálatot végzett. 1988-ban lett az I. Liga játékvezetője. A nemzeti játékvezetéstől 2000-ben vonult vissza.

#### Nemzeti kupamérkőzések
Vezetett kupadöntők száma: 1.

##### Francia-kupa
| Időpont         | Helyszín                         | Mérkőzés típusa | Mérkőzés                          | Eredmény | Nézők száma |
| --------------- | -------------------------------- | --------------- | --------------------------------- | -------- | ----------- |
| 1994. május 14. | Parc des Princes stadion, Párizs | döntő           | AJ Auxerre–Montpellier Hérault SC | 3 : 0    | 45 189      |

### Nemzetközi játékvezetés
A Francia labdarúgó-szövetség Játékvezető Bizottsága (JB) terjesztette fel nemzetközi játékvezetőnek, a Nemzetközi Labdarúgó-szövetség (FIFA) 1990-től tartotta nyilván bírói keretében. A FIFA JB központi nyelvei közül a franciát beszéli. Több válogatott és nemzetközi klubmérkőzést vezetett, vagy működő társának partbíróként, később 4. bíróként segített. A francia nemzetközi játékvezetők rangsorában, a világbajnokság-Európa-bajnokság sorrendjében többedmagával a 6. helyet foglalja el 10 találkozó szolgálatával. Az aktív nemzetközi játékvezetéstől 1998-ban vonult vissza. Vezetett nemzetközi mérkőzéseinek száma: 130. Válogatott mérkőzéseinek száma: 13.

#### Labdarúgó-világbajnokság
A világbajnoki döntőhöz vezető úton Franciaországba a XVI., az 1998-as labdarúgó-világbajnokságra a FIFA JB bíróként alkalmazta. Selejtező mérkőzéseket az UEFA zónában vezetett. Világbajnokságokon vezetett mérkőzéseinek száma: 2.

##### 1998-as labdarúgó-világbajnokság

###### Selejtező mérkőzés
| Időpont             | Helyszín                   | Mérkőzés típusa           | Mérkőzés               | Eredmény | Nézők száma |
| ------------------- | -------------------------- | ------------------------- | ---------------------- | -------- | ----------- |
| 1996. október 9.    | Nemzeti Stadion, Ramat-Gan | előselejtező (5. csoport) | Izrael–Oroszország     | 1 : 1    | 32 000      |
| 1997. április 2.    | Sparta Stadion, Prága      | előselejtező (6. csoport) | Csehország–Jugoszlávia | 1 : 2    | 19 137      |
| 1997. szeptember 6. | Olimpiai Stadion, Berlin   | előselejtező (9. csoport) | Németország–Portugália | 1 : 1    | 75 800      |

###### Világbajnoki mérkőzés
| Időpont          | Helyszín                         | Mérkőzés típusa              | Mérkőzés       | Eredmény | Nézők száma |
| ---------------- | -------------------------------- | ---------------------------- | -------------- | -------- | ----------- |
| 1998. június 22. | Municipal Stadion, Toulouse      | csoportmérkőzés (G. csoport) | Románia–Anglia | 2 : 1    | 35 000      |
| 1998. június 27. | Parc des Princes stadion, Párizs | egyik nyolcaddöntő           | Brazília–Chile | 4 : 1    | 49 000      |

#### Labdarúgó-Európa-bajnokság
Az európai-labdarúgó torna döntőjéhez vezető úton Angliába a X., az 1996-os labdarúgó-Európa-bajnokságra és Belgiumba és Hollandiába a XI., a 2000-es labdarúgó-Európa-bajnokságra az UEFA JB játékvezetőként foglalkoztatta.

##### 1996-os labdarúgó-Európa-bajnokság

###### Selejtező mérkőzés
| Időpont             | Helyszín                 | Mérkőzés típusa           | Mérkőzés             | Eredmény | Nézők száma |
| ------------------- | ------------------------ | ------------------------- | -------------------- | -------- | ----------- |
| 1994. szeptember 7. | Tsirio Stadion, Limassol | előselejtező (2. csoport) | Ciprus–Spanyolország | 1 : 2    | 10 000      |

###### Európa-bajnoki mérkőzés
| Időpont          | Helyszín                        | Mérkőzés típusa              | Mérkőzés             | Eredmény | Nézők száma |
| ---------------- | ------------------------------- | ---------------------------- | -------------------- | -------- | ----------- |
| 1996. június 16. | Hillsborough Stadion, Sheffield | csoportmérkőzés (D. csoport) | Horvátország–Dánia   | 3 : 0    | 33 671      |
| 1996. június 22. | Wembley Stadion, London         | egyik negyeddöntő            | Anglia–Spanyolország | 0 : 0    | 75 447      |

##### 2000-es labdarúgó-Európa-bajnokság

###### Selejtező mérkőzés
| Időpont             | Helyszín                     | Mérkőzés típusa           | Mérkőzés               | Eredmény | Nézők száma |
| ------------------- | ---------------------------- | ------------------------- | ---------------------- | -------- | ----------- |
| 1998. szeptember 6. | Neftochimik Stadion, Burgasz | előselejtező (5. csoport) | Bulgária–Lengyelország | 0 : 3    | 20 000      |

#### Nemzetközi kupamérkőzés
Vezetett kupadöntők száma: 2.

##### UEFA-kupa
| Időpont        | Helyszín                    | Mérkőzés típusa      | Mérkőzés                               | Eredmény | Nézők száma |
| -------------- | --------------------------- | -------------------- | -------------------------------------- | -------- | ----------- |
| 1997. május 7. | Park Stadion, Gelsenkirchen | első döntő találkozó | FC Schalke 04–FC Internazionale Milano | 1 : 0    | 50 000      |

##### UEFA-szuperkupa
| Időpont             | Helyszín                  | Mérkőzés típusa | Mérkőzés               | Eredmény | Nézők száma |
| ------------------- | ------------------------- | --------------- | ---------------------- | -------- | ----------- |
| 1998. augusztus 28. | II. Lajos Stadion, Monaco | döntő           | Chelsea–Real Madrid CF | 1 : 0    | 11 589      |

##### Kupagyőztesek Európa-kupája
| Időpont             | Helyszín                       | Mérkőzés típusa | Mérkőzés                      | Eredmény |
| ------------------- | ------------------------------ | --------------- | ----------------------------- | -------- |
| 1994. augusztus 25. | Jos Nosbaum Stadion, Luxemburg | előselejtező    | F91 Dudelange–Ferencvárosi TC | 1 : 6    |

## Sportvezetőként
Michel Vautrot követve 2004-től a francia JB elnöke, az UEFA Játékvezető Bizottság (JB) tagja, nemzetközi játékvezető ellenőr. 2008-ban Nyíregyházán és Tiszaújvárosban rendezett U19-es labdarúgó-Európa-bajnokság selejtező tornáján ő koordinálta az öt játékvezetős újítással kapcsolatos tevékenységet.

## Szakmai sikerek
- 2000-ben a nemzetközi játékvezetés hírnevének erősítése, hazájában 10 éve a legmagasabb Ligában (osztályban) folyamatosan tevékenykedő, eredményes pályafutása elismeréseként, a FIFA JB felterjesztésére az 1965-ben alapított International Referee Special Award címmel és oklevéllel tüntette ki.
- A IFFHS (International Federation of Football History & Statistics) 1987-2011 évadokról tartott nemzetközi szavazásán 151, játékvezető besorolásával minden idők 61, legjobb bírójának rangsorolta. A 2008-as szavazáshoz képest 13 pozíciót hátrább lépett.